# 歐洛隹斯
歐洛隹斯（辛達林語：Orodreth），是英國作家約翰·羅納德·瑞爾·托爾金的史詩式奇幻小說《精靈寶鑽》中的人物。父親是安格羅德，母親是伊絲露。芬羅德·費拉剛之侄子，納國斯隆德王國第二任國王。他有兩名子女：芬朵菈絲和吉爾加拉德。
「歐洛隹斯」是辛達林語，在維林諾，他的昆雅語名字是Artaresto。

## 生平
歐洛隹斯出生於維林諾，他在納國斯隆德時看守西瑞安島的米那斯提力斯塔，魔苟斯部下大將索倫攻佔了那裡，易名堝惑斯島。歐洛隹斯南逃回納國斯隆德。
貝倫進入了納國斯隆德王國，求助國王芬羅德·費拉剛，芬羅德·費拉剛為報答貝倫父親巴拉漢的救命之恩，於是向百姓言明自己有義務幫助貝倫拿取精靈寶鑽。此時凱勒鞏和庫路芬心中起了惡念，想害死芬羅德·費拉剛王，順便篡奪納國斯隆德王位。芬羅德·費拉剛眼見眾人離棄他，於是將頭上的銀王冠拋擲在腳下。從來納國斯隆德王位由歐洛隹斯接位，芬羅德·費拉剛離開了納國斯隆德，再也沒有回來。納國斯隆德雖然名為歐洛隹斯掌管，但國政實際上由凱勒鞏和庫路芬操控。
露西安和胡安擊敗了索倫，彼時在納國斯隆德發生一場大騷動，西瑞安島囚禁的精靈回來了，凱勒鞏無論說什麼都制止不了眾人的譁然輿論，述說一位美麗女子膽敢去行費諾兒子不敢做的事，納國斯隆德的百姓看得出凱勒鞏和庫路芬所以這樣做，不在於膽怯，而是背叛出賣自己人，連原先跟隨他們的百姓也站在歐洛隹斯那邊，他們被逐出納國斯隆德，而歐洛隹斯重奪納國斯隆德控制權。
後來人類英雄圖林·圖倫拔到達納國斯隆德，納國斯隆德的百姓漸漸聽從他的話，連歐洛隹斯也是。
在淌哈拉德谷戰役（Battle of Tumhalad）中，歐洛隹斯被惡龍格勞龍所殺，納國斯隆德王國也跟著滅亡。

## 早期的版本中
早期的版本中，歐洛隹斯是納國斯隆德最原始的國王。在《精靈寶鑽》中，歐洛隹斯是費納芬之子，吉爾加拉德是芬鞏之子，克里斯多福·托爾金承認編錯了。一個更加早期的想法是，歐洛隹斯之子為哈拉斯（Hallas），但吉爾加拉德替換了他。
在他早期的版本文字中，歐洛隹斯的昆雅語名字為Artaher，辛達林語名字為Arothir。